# Szymon Birkowski

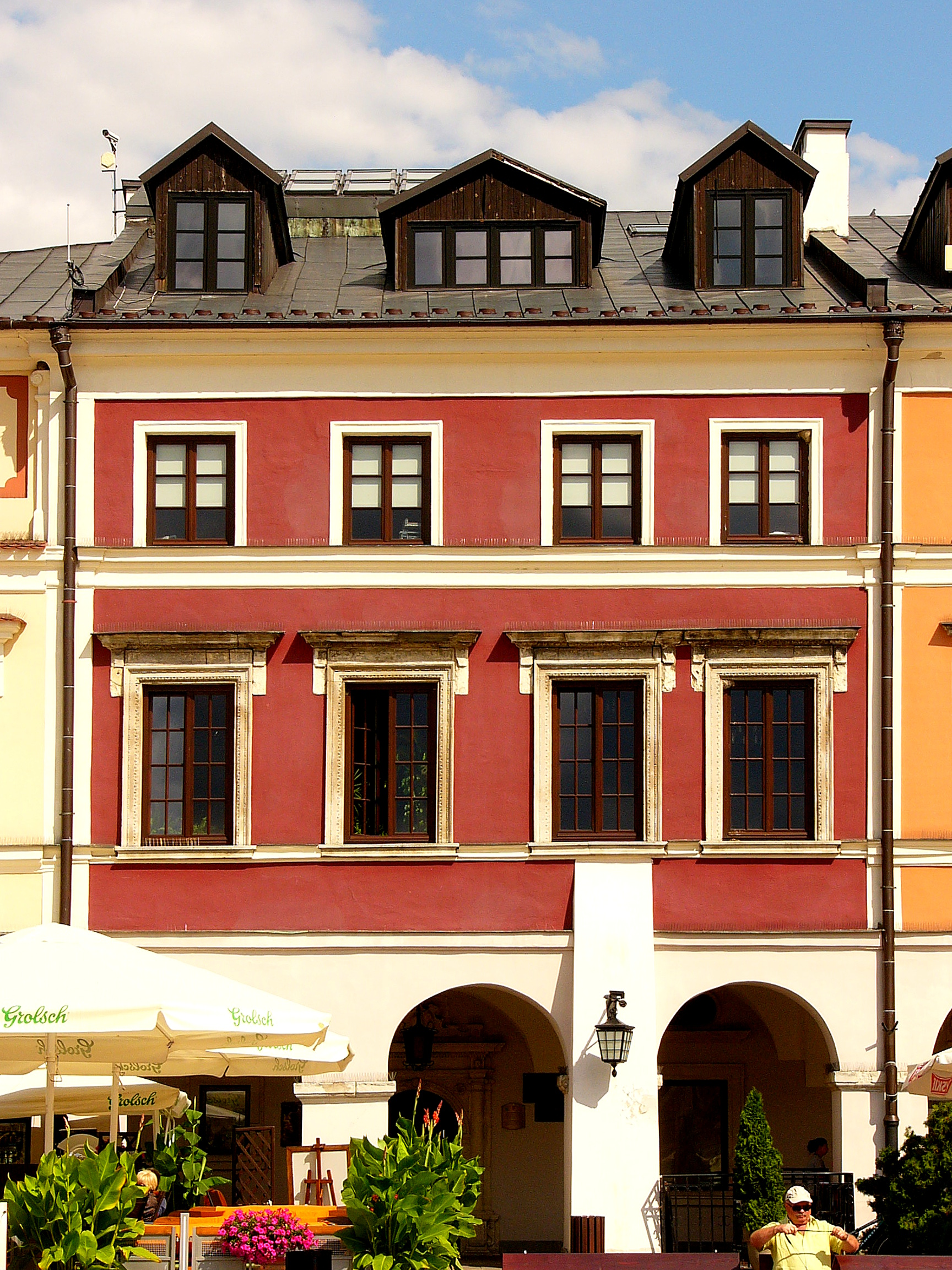
Kamienica Birkowskiego przy Rynku Wielkim w Zamościu

Szymon Birkowski (ur. 1574 we Lwowie, zm. 1626) – profesor Akademii Zamojskiej.
Syn Tomasza Birkowskiego, młodszy brat kaznodziei Fabiana Birkowskiego. W 1590 wstąpił do Akademii Krakowskiej, gdzie w 1593 uzyskał stopień bakałarza. W marcu 1594 przybył na zaproszenie Szymona Szymonowica do powstającej akademii ufundowanej przez Jana Zamoyskiego.
Znany z przekładu z greki na łacinę dzieła „O zestawianiu wyrazów” greckiego retora Dionizjusza z Halikarnasu. Przekład ten ukazał się drukiem w Zamościu w 1602 roku. W latach 1604–1607 podjął studia w Padwie i Neapolu. W roku 1609 został wybrany rektorem Akademii Zamojskiej.